# Timmervik och Illekärr
Timmervik och Illekärr är en bebyggelse vid västra stranden av Göta älv sydost om Diseröd i Romelanda socken i Kungälvs kommun. Från 2015 avgränsar SCB här en småort.